# هيئة داكوتا الجنوبية التشريعية
هيئة داكوتا الجنوبية التشريعية (بالإنجليزية: South Dakota Legislature)‏  هي الهيئة التشريعية لداكوتا الجنوبية، تتكون من المجلس الأعلى مجلس شيوخ داكوتا الجنوبية، والمجلس الأدنى مجلس نواب داكوتا الجنوبية.

## طالع أيضًا
- حكومة داكوتا الجنوبية